# Mercadotecnia internacional
Mercadotecnia internacionalMarketing internacional o marketing global  nos sirve para  atravesar  las fronteras nacionales. Esta estrategia utiliza una ampliación de las técnicas utilizadas en el país principal de la empresa. Según la  American Marketing Association el "marketing internacional es un proceso multinacional de planeación y ejecución de la concepción, poner precios, promoción y distribución de las ideas, las mercancías, los servicios para crear intercambios que satisfagan objetivos individuales u organizacionales." En contraste de la definición de marketing solamente la palabra multinacional se ha agregado. En palabras simples el marketing internacional es la aplicación de los principios de marketing a través de fronteras nacionales. Sin embargo hay una transición entre que se expresa generalmente por el marketing internacional y marketing global las cuales son palabras iguales.
El cruce es el resultado del proceso de la internacionalización. Muchos autores americanos y europeos ven el marketing internacional por una extensión trivial de la exportación cuándo la mezcla de mercadotecnia es adaptada simplemente en una cierta manera para seguir las diferencias de los consumidores y segmentos. De ello sigue que el marketing global toma una aproximación más estandarizada a los mercados mundiales y se enfoque a la igualdad, en otras palabras a las similitudes de los consumidores y segmento.

## Más definiciones DEL  MUNDO
Similar a otros elementos del marketing no hay una definición única para marketing internacional. Además, algunos autores definen de forma diferente el marketing internacional y el marketing global:
- "A un nivel muy simple, el marketing internacional implica que la empresa tome una o más decisiones de mercadotecnia a través de las fronteras nacionales. A un nivel muy complejo, lo implica la empresa en establecido plantas de la producción al extranjero y coordinando estrategias del marketing a través del mundo."[3]

- "Marketing internacional es la prestación de las actividades comerciales que dirige el flujo de las mercaderías y los servicios de la empresa a los consumidores o usuarios en más que una nación por la ganancia."[4]

- "Marketing internacional es la aplicación de la orientación y de las capacidades del marketing a los negocios internacionales."[5]

- "El mercado internacional sobrepasa el comerciante de la exportación y lo envuelve más en el entorno del marketing en las países en que lo hace negocios."[6]

- "Marketing global/multinacional foque en emplear efectivamente las inversiones, los productos a la experiencia de una empresa a un nivel mundial y además lo adapta lo que es realmente único y diferente en cada país."[6]

- "Marketing global refiere a las actividades del marketing que son coordinado e integrado a través de mercados múltiples de las países."[7]

Marketing internacional es muchas veces no lo mismo como vender el producto simplemente a varios países. Las empresas necesitan cuidar a las barrera lingüística, las ideales y los hábitos en los mercados en lo que se acercan. Adaptar las estrategias del marketing para atraer un grupo específico a lo que se está tratando de vender es muy importante y puede ser la causa número uno de un fracaso o de un éxito.

## Diferencias entre el marketing doméstico y el marketing internacional
Hay muchas diferencias entre el marketing doméstico y el marketing internacional como diferencias culturales, políticas, religiosas, habituales, ideológicas y más. A causa de las barreras lingüísticas, es más difícil obtener e interpretar trabajos de investigación en marketing internacional. Los mensajes de la publicidad tiene que cuidar numerosas diferencias culturales entre los países. Eso incluye las diferencias en los lenguajes, expresiones, hábitos, gestos, ideológicas y más. Por ejemplo en los Estados Unidos el signo redondo "O" hecho por el pulgar y el dedo índice significa "okay" mientras lo mismo signo en países mediterráneo representa "cero" o "lo peor". En Túnez lo es comprendido a "Voy a matarte" en cuanto por un consumidor japonés el gesto significa "dinero".

## Motivos para internacionalizarse[11]
Se puede distinguir dos diferentes tipos de motivos. Por un lado una empresa solo hace negocios nacionales o regionales y quiere extender sus operaciones a otros países o regiones. En contrario de eso hay empresas que ya son representadas a nivel mundial y que quieren intensificar sus negocios internacionales. A esas empresas también se refiere con el anglicismo "born global". En ambos casos los motivos para internacionalizarse son muy similares aunque las estrategias de la realización pueden ser muy distintas. Los motivos más típicos para hacer negocios extranjeros son saturación y competencia intensiva en los mercados domésticos, entrada en mercados no saturados, economía de escala, diversificación del riesgo y más.
Saturación del mercadoen muchos países occidentales hay mercados que ya están saturados. Si la demanda no crece al ritmo deseado las empresas de varias industrias buscarán nuevos mercados para sus productos aunque estén más lejanos.
Enfrentarse a nuevos competidores procedentes del exterioralgunas empresas entran en mercados nuevos con estrategias agresivas para enfrentar competidores. Por ejemplo cuando Michelin, el an fabricante francés de neumáticos, penetró agresivamente el mercado de EE. UU. con precios muy bajos, Goodyear, el gigante americano, no respondió protegiendo su mercado local, que constituía su principal fuente de fondos, y que era el blanco de Michelin. La respuesta de Goodyear fue atacar agresivamente el mercado francés, asestando un duro golpe a Michelin en su propio reducto.: Alrededor de una empresa que desarrolla operaciones internacionales existe una variedad de factores competitivos clave como la estrategia de producto, la experiencia, los recursos con los que cuenta, la capacidad competitiva de la competencia, entre otros, que llevan a la empresa a definir en qué mercado y cómo competir, puesto que el éxito de una compañía en un mercado nacional o extranjero depende en buena parte de si los competidores son locales o internacionales.
Buscar mercados menos competitivos o en una etapa diferente del ciclo de vida del producto y/o serviciocuando un producto ha llegado a la fase de madurez, se enfrenta a muchos competidores y la tasa de crecimiento del mercado es muy baja. En otros países donde el producto aún no sea muy conocido hay muchas posibilidades para exportar el producto. Esto es lo que han hecho empresas como Philip Morris o Coca-Cola, quienes han penetrado tempranamente en mercados de países en desarrollo.
Aparición de nuevos mercados sumamente atractivosmuchas regiones asiáticas se están convirtiendo en una zona con un fuerte empuje tanto desde el lado de la oferta como desde el de la demanda. Mientras las mercados domésticos son saturados las empresas utilizan estrategias internacionales para participar en estas economías crecientes.
Incentivos gubernamentales y déficit comercialmuchos países con un alto déficit comercial incentivan las exportaciones con el objeto de obtener divisas para comprar lo que necesita el país que no está en su interior. Por ejemplo en Bélgica o en Japón la tasa de exportación es superior al 80% de lo producido en el interior del país.
Buscar mercados más amplios sobre los que aprovechar las economías de escalasegún las economías de escala los costes unitarios disminuyen al aumentar la cantidad de unidades producidas. Si el mercado doméstico no permite una subida de la producción porque es saturado la empresa puede buscar posibilidades por la distribución en mercados extranjeros.
Diversificación del riesgovender en países diferentes contribuye a la diversificación del riesgo. Es una manera de no concentrar el éxito de la empresa en un solo país, cuyos avatares podrían hacer sucumbir a la misma.
Seguir a un importante cliente en su aventura internacionalalgunas empresas no tienen muchos clientes y el negocio está concentrado en pocos grandes clientes. Para estas empresas la razón para entrar en mercados internacionales es muchas veces los clientes claves que deciden entrar en mercados extranjeros. Es el caso de muchos fabricantes americanos de piezas y componentes para la industria automotriz que han acompañado a Ford y General Motors en su expansión internacional, primero exportándoles y luego instalándose cerca de ellos en otros países.
Buscar un fácil acceso en avances tecnológicos y de materias primasoperaciones internacionales permiten un acceso más fácil a los conocimientos técnicos de los proveedores, clientes y competidores. En la industria automotriz los fabricantes europeos lideraron la tecnología de los dispositivos de inyección de gasolina, lo cual ayudó a aquellas empresas americanas que contaban con una presencia activa en Europa.
Aprovechar la capacidad ociosa de producciónplantas, máquinas y otros dispositivos ociosos de la producción causan costos que no son cubiertos. La posibilidad de vender las productos en mercados extranjeros puede permitir una ocupación más eficiente de los dispositivos y reducir las expensas.
Vocación internacional de sus directivosla cual viene dada por la tendencia que tengan los directivos para hacer un esfuerzo y abrirse a nuevos mercados. Esta vocación suele venir dada cuando dichos directivos tienen una experiencia agradable en países exteriores; dominan idiomas, han estudiado o realizado algún curso en el extranjero, etc.

## Teorías

### Teoría de la ventaja absoluta
La teoría de la ventaja absoluta de Adam Smith defiende las ventajas del comercio internacional para incrementar la riqueza de las naciones y el nivel de vida. Esta teoría parte de considerar que distintos países disfrutan de una distinta dotación de recursos naturales. Al ser diferentes los recursos naturales presentes en cada país, también lo es la cantidad de horas de trabajo necesarias para la obtención de cada unidad de producto.
En un cierto país A se necesitará un menor número de horas de trabajo para la obtención de un producto que en otro país B. Igualmente debido a la diferente dotación de recursos el país B necesita menos recursos para producir otro producto. Adam Smith afirma que el país A se debe especializar en el producto que obtiene con menor número recursos.
Si cada país se especializa en el producto que requiere menos horas de trabajo y luego comercia con los otros países para obtener el resto de los productos, se consigue un mayor nivel de vida. Por tanto, cuando los países no comercian tienen que producir dentro de sus fronteras todos los productos lo que resulta en una producción total menor.
La producción total de productos con una misma cantidad de horas trabajadas es mayor cuando cada país se especializa y luego comercia. Por lo tanto, el comercio internacional incrementa el nivel de vida de los países.

### Teorías contemporáneas explicativas del comercio internacional
Numerosas teorías parciales han tratado de explicar la existencia del comercio internacional. Son teorías que se enfocan en un área de la gestión empresarial.
Teorías relacionadas con el marketing.
Estas teorías parten del análisis de los consumidores y del desarrollo del marketing en las empresas. Se constata un incremento en la diversidad de productos demandados por los consumidores y ofertados por las empresas. A medida que la economía se desarrolla se observa un incremento en la variedad de productos que se comercializan. Cada vez es más difícil para un solo país abarcar la inmensa gama de productos que se ofertan a los consumidores.
Teorías basadas en la Tecnología.
Estas teorías fundamentan la existencia de comercio internacional en las diferencias de desarrollo tecnológico entre los países. Cada país tiene un cierto grado de desarrollo tecnológico y dispone de unos conocimientos diferentes. Las diferencias en los conocimientos y las tecnologías entre países dan lugar a diferencias en los procesos de producción y en los productos. Se producen por tanto diferentes productos que luego se intercambian en el comercio internacional.
Recursos humanos.
Esta teoría se basa en las diferencias en formación de los trabajadores y las diferencias en costes laborales. Los países según estas teorías se especializan en ciertos productos dependiendo de la intensidad de mano de obra y de los conocimientos.
Recursos.
Algunas de las teorías contemporáneas se centran en el análisis de la diferente dotación de recursos de los países. Y no sólo recursos naturales sino recursos financieros, tecnológicos y humanos.

### Teoría de Porter
Michael Porter analiza la razón por la cual ciertos países son sede de empresas multinacionales de éxito. Su análisis parte de las empresas, su entorno y los factores que las llevan a triunfar en los mercados internacionales. Este análisis emplea el marco teórico desarrollado por el mismo Porter en su libro estrategia competitiva, y es un estudio realizado por países y sectores. Sus investigaciones analizan los sectores productivos, sus características y las fuerzas competitivas.
El estudio investiga los factores que explican el origen en un país de multinacionales con éxito en los mercados internacionales. Agrupa los factores explicativos en cinco grupos: los recursos, la demanda, la oferta, Las relaciones en el sector, el gobierno, gestión empresarial.
- Los recursos

Dentro de este conjunto de factores Porter parte de la teoría clásica y considera la influencia de los recursos naturales. La existencia de abundante petróleo puede ser un factor positivo para el desarrollo de una industria química. La abundancia de bosques maderables puede favorecer el desarrollo de empresas madereras y de empresas fabricantes de muebles de madera. Por ejemplo la empresa sueca Ikea.
El análisis de Porter no se queda en los recursos naturales tradicionales sino que concede una gran importancia a los recursos humanos. De especial relevancia es el nivel de formación y por tanto los conocimientos y capacidades de los trabajadores. Así como el nivel de investigación y desarrollo de un país.
- La demanda

El tamaño de la demanda. Los grandes mercados con una gran demanda por un producto favorecen la aparición de grandes empresas que atienden dicha demanda. Una gran cantidad de consumidores que demanda un cierto producto es un factor que impulsa el crecimiento de las empresas del sector..
Los consumidores exigentes. Los países que cuentan con consumidores exigentes constituyen un incentivo para la mejora en la calidad de las empresas. Por tanto, es más probable que en los países con consumidores que demandan una mayor calidad, las empresas proporcionen productos de calidad. Las empresas que fabrican productos de calidad tendrán más éxito en los mercados internacionales.
Los consumidores innovadores. Cuando los consumidores de un país son precursores de tendencias que luego se extienden por el resto del mundo, las empresas de ese país se encuentran preparadas para atender la demanda relacionada con las nuevas tendencias en otros países.
- La oferta.

La competencia interna. Cuando existe una fuerte competencia, las empresas se ven forzadas a mejorar. Una gran competencia dentro de un sector produce una selección natural y un fortalecimiento de los supervivientes.
Por ejemplo, los bancos españoles primero enfrentaron una gran competencia interna. Los bancos que han sobrevivido a la intensa competencia del mercado interno son los candidatos para el triunfo en otros mercados.
Otro ejemplo es el sector del automóvil japonés. Numerosos fabricantes de coches han competido intensamente durante años por el mercado interno japonés. Los fabricantes de automóvil japoneses que han triunfado en los mercados internacionales son los supervivientes con más éxito.
La saturación del mercado. Un poderoso motivo que presiona a las empresas para salir al exterior es la saturación del mercado doméstico. Cuando el mercado nacional es un mercado maduro y el producto tiene unas altas tasas de penetración, el crecimiento se hace más lento y difícil en el mercado nacional por lo que existe un incentivo para la internacionalización.
- Relaciones entre empresas.

Las Redes de empresas. Un factor fundamental para el éxito de un sector es la existencia de relaciones de cooperación entre empresas y redes empresariales. Los distritos industriales que concentran en una zona una gran cantidad de empresas, proveedores, empresas de servicios relacionados con un sector facilitan el buen funcionamiento de las empresas. Por ejemplo Silicon Valley o las zonas industriales italianas que concentran la industria del calzado o del textil facilitan la competitividad de las empresas.
Proveedores avanzados. El contar con proveedores tecnológicamente avanzados y muy competitivos en el entorno cercano supone una ventaja competitiva para las empresas de ese país. La existencia de proveedores que son capaces de suministrar componentes de calidad a bajo coste facilita la competitividad de un sector y es uno de los factores principales para decidir la localización de una instalación productiva.
- Las Administraciones públicas y la gestión empresarial

Las Administraciones Públicas. El comportamiento del gobierno y las diversas administraciones públicas. La legislación, el sistema impositivo, las subvenciones e incentivos pueden favorecer la internacionalización de las empresas. El apoyo a la investigación y el nivel de la formación son factores que afectan a la capacidad competitiva de las empresas.
La gestión empresarial. Los conocimientos y capacidades de los directivos, así como su motivación y cuestiones específicas como el conocimiento de idiomas y la cultura empresarial son factores que explican la internacionalización y la asunción de riesgos

## Particularidades del marketing internacional
Tanto el marketing nacional como el internacional se basan en los mismos principios, el ámbito en el cual tienen lugar las operaciones y la situación particular del medioambiente en que éstas se llevan a cabo, hacen que en la práctica se presenten diferencias apreciables entre cada uno de ellos.
Las características de los negocios en el nivel internacional, los métodos y la estructura de los canales de distribución, así como otros factores que intervienen en el proceso de comercialización, varían demasiado y exigen ajustes tanto en la política como en la práctica del marketing. Sin embargo, esas diferencias se derivan en realidad de la separación que generalmente existe entre el productor y el consumidor, no sólo se refiere a la distancia geométrica existente entre la empresa y sus mercados, si no también se manifiesta entre los diferentes usos y costumbres de los consumidores, los aspectos políticos y las condiciones económicas en las que se debe actuar.  
Por supuesto, dichas diferencias varían de un mercado a otro, y en muchos casos también de una empresa a otra, por ello pueden ser analizadas tanto del punto de vista del mercado y de las condiciones bajo las cuales deben llevarse a cabo las operaciones, como desde el punto de vista de las recuperaciones de esas operaciones sobre la gestión empresarial.

### Características
Los mercados internacionales difieren bastantemente uno de otros como consecuencia de las características particulares de las condiciones económicas del país considerado, las características culturales de su población y las condiciones climatológicas.

## Cambios culturales de una estrategia de mercadotecnia
La cultura dentro de las estrategias de mercadotecnia internacional son fundamentales para poder llevar a cabo una buena campaña siendo esta siempre puntual y objetiva llevando los de manera clara los objetivos planteados, sabemos que cada cabeza es un mundo e intentar llegar a cada una conlleva sus propios retos. Sin embargo, cuando hablamos de llevar un mismo mensaje a diferentes partes del mundo, este se puede ser alterado, en gran parte por su entorno. Entonces, la cultura consiste en múltiples elementos similares e interdependientes, es decir, que es multidimensional; se pasa de generación en generación. (García-sordo, 2001)
Un punto muy importante si es que la empresa va a trabajar de manera internacional, es el poder desarrollar una cultura organizacional estandarizada para cada sede, hay ciertas tareas que se tienen que cumplir para lograr este cometido entre estas se encuentra el valorar variables culturales de diferentes naciones, estar al tanto de las tendencias de consumo en el exterior, preocuparse por las diferentes formas de hablar, entender la viabilidad de penetración en cada diferente mercado y estimular el intercambio de referencias culturales. (Cárdenas J, 2020)
El segundo punto que se debe de trabajar son los objetivos por los cuales se van a estar trabajando y es muy importante dejarlos definidos desde que se empieza a laborar y que siempre se tenga un plan de proyección y expansión, siempre se tiene que tener un plan de negocios y cuando se trabaja internacionalmente es mucho más que necesario, ya que nos encontraríamos en un territorio desconocido con objetivos adversos y retadores.
Cuando se espera trabajar en otros países no hay mejor persona, que aquella que ha vivido en un país toda su vida. Por esta razón es importante abrir las puertas y oportunidades a aquellas personas que migran a determinado país. 
Otro punto muy importante a considerar es, la competencia local y todos aquellos que laboren en el mismo rubro que otros.
Un caso de esto que lo podemos ver alrededor del mundo es McDonald's ya que este se adapta a cada cultura y desde su manera de llevar a cabo procesos servicio cliente como sus productos que cambian no solo dependiendo del país sino también de la región. (Giraldo V. 2020)
También existe algo llamado culturas de contexto lo cual lo podemos ver expresado en el libro de marketing internacional décima edición, el cual nos explicó cómo algunas culturas bajan toda la información en su contexto y como otras no siendo las de mayor contexto como las japonesas o árabes y las de bajo contexto como Estados Unidos que no tiene mucha fuerza cultural, es interesante ver cómo esto afecta en gran o poca manera lo que se va a hacer en una campaña dependiendo del contexto en el cual queremos entrar.
“En el mercado cultural actual, al igual que en el mercado global, el cliente es “el rey” y la investigación y el conocimiento del mercado permiten adaptar la oferta al cliente, ofrecer lo que este busca. Esto requiere conocer en profundidad el público al que va dirigida la oferta cultural y adaptar cada producto al segmento de población al que va dirigido”.(López Mariñelarena. 2015)
En el mercado cultural de la actualidad de igual manera que en el mercado global, el cliente es la autoridad máxima y quien decide qué producto es bueno y cual no. La investigación y el conocimiento del mercado juegan un rol muy importante en el mercado ya que estos permiten adaptar las ofertas hacia el interés personal de cada cliente y de esta manera proporcionar específicamente lo que el cliente busca.  Para lograr esto se requiere conocer en profundidad  al público al cual va dirigido la oferta cultural y adaptar de manera eficaz cada producto de manera única hacia cada tipo de población y cultura al cual se pretende llegar y convertir en consumidores. (Czinkota, M. R. y A. Ronkainen, I. 2013).

#### Influencia de las condiciones económicas
La situación económica general del país considerado, son factores, que de alguna manera, condicionan los tipos y las características de los productos que pueden venderse y el volumen que puede absorber el mercado, según la capacidad de compra de los estratos poblacionales.

## OMC - Organización Mundial del Comercio
La Organización Mundial del Comercio se ocupa de las normas que rigen el comercio internacional. Tiene por objetivo facilitar el comercio ayudando a los exportadores e importadores a llevar a cabo sus actividades. La organización se asienta en los tratados internacionales negociados y firmados por los países y ratificados por sus parlamentos.
Las decisiones de la Organización Mundial del Comercio suelen adoptarse por consenso entre los países Miembros para después ser ratificados por sus parlamentos. Las fricciones comerciales se canalizan a través del mecanismo de solución de diferencias de la OMC, centrado en la interpretación de los acuerdos y compromisos.

### Historia
La OMC es la sucesora del Acuerdo General sobre Aranceles Aduaneros y Comercio GATT. El sistema se creó mediante una serie de negociaciones o rondas, celebradas en el marco del GATT. Las primeras rondas se centraron en las reducciones arancelarias. Posteriormente las negociaciones pasaron a incluir cuestiones como el antidumping y las barreras no arancelarias al libre comercio. La Ronda Uruguay que se desarrolló entre 1986 y 1994 dio lugar al nacimiento de la OMC en 1995.
Posteriormente, las negociaciones continuaron alcanzándose en 1997 un acuerdo sobre telecomunicaciones, en el que 69 gobiernos aceptaron medidas para liberalizar los servicios ampliando lo acordado durante la Ronda Uruguay. Igualmente se llegó a un acuerdo sobre productos de tecnología de la información y 70 Miembros acordaron facilitar los servicios financieros.

### Los principios básicos
Principio de país más favorecido. La misma legislación y trato preferente que un país concede a otro como nación más favorecida debe extenderlo a todos los países del tratado.
Transparencia. La actuación de las aduanas y de las administraciones públicas en relación con exportadores e importadores debe guiarse por normas legales públicas y por tanto conocidas y previsibles.
No discriminación. Este principio trata de evitar un peor trato para los productos de un cierto país.

### Las funciones de la Organización Mundial de Comercio
La Organización Mundial del Comercio como órgano encargado de facilitar el comercio internacional y de promover la aplicación de los acuerdos internacionales de comercio tiene las siguientes funciones:
1. Administrar los acuerdos comerciales.
2. Servir de foro para las negociaciones comerciales.
3. Resolver las diferencias comerciales.
4. Supervisar las políticas comerciales nacionales.
5. Prestar asistencia a los países en desarrollo
Por tanto, mediante una serie de negociaciones multilaterales en los que han participado gran número de países denominadas rondas, se han acordado y ratificado un conjunto de tratados internacionales con el objetivo de suprimir obstáculos al comercio internacional.
En estos tratados se negocian la supresión de obstáculos al comercio, la sustitución de contingentes por aranceles, calendarios para la bajada de los impuestos aduaneros y un gran número de compromisos y normas para facilitar el comercio internacional.
Los países reciben garantías de que en los mercados de otros países se otorgará a sus exportaciones un trato equitativo y uniforme. Y se comprometen a hacer otro tanto con las importaciones dirigidas a su propio mercado.

### Estructura
La OMC la integran más de 130 países que representan más del 90 por ciento del comercio mundial. Las decisiones son adoptadas por el conjunto de los países miembros, normalmente por consenso. Está prevista la posibilidad de recurrir a la votación por mayoría pero no es un procedimiento que se utilice.
La conferencia Ministerial es el órgano superior encargado de adoptar las decisiones de la OMC. Por su parte el Consejo General es el órgano inmediatamente inferior, compuesto por funcionarios de alto nivel de los países, que se reúne varias veces al año en la sede de Ginebra. El Consejo General también actúa como Órgano de examen de Políticas Comerciales y para la Solución de Diferencias.
La OMC cuenta también con diferentes grupos de trabajo especializados que se encargan de los diferentes acuerdos. Estos comités especializados tratan aspectos como el medio ambiente, el desarrollo, los acuerdos regionales y el Comercio Electrónico.

### Acuerdos de la Organización Mundial del Comercio
Los acuerdos adoptados por los Estados miembros, en las diferentes rondas de negociación, constituyen la base de las normas de la OMC. Las normas actualmente vigentes son el resultado de las negociaciones de la Ronda Uruguay que incluyen una importante revisión del Acuerdo General sobre Aranceles y Comercio GATT original.
La ronda Uruguay permitió establecer nuevas normas para el comercio de servicios, la propiedad intelectual, la solución de diferencias y el examen de las políticas comerciales. El cuerpo de normas recoge unos 60 acuerdos y los compromisos asumidos por los estados Miembros relacionados con la reducción de tipos arancelarios o la apertura de mercados.
Por tanto, todos los países reciben garantías de un trato equitativo y uniforme para sus exportaciones a los mercados de otros países. Constituye un sistema de comercio no discriminatorio que establece los derechos y obligaciones de los Estados miembros. El sistema también ofrece cierta flexibilidad a los países en desarrollo para el cumplimiento de las normas generales y de sus compromisos.de las empresas

### Comercio de Mercancías
Las primeras negociaciones en el año 1947 se centraron en el comercio de mercancías. Entre el año 1947 y 1994 el GATT fue el marco en el que se negoció la reducción de impuestos aduaneros y otros obstáculos al comercio internacional. El Acuerdo General establecía normas importantes, tales como la no discriminación entre los países.
Desde 1995, el GATT actualizado se ha convertido en el acuerdo básico de la OMC para el comercio de mercancías. Diferentes anexos regulan sectores y aspectos específicos tales como, la agricultura, los textiles, la contratación pública, las normas de los productos y las subvenciones.

### Servicios
Actualmente, una parte sustancial de las economías está constituida por los servicios. Las universidades, los hospitales, los bancos, los transportes, el turismo son actividades que han experimentado un importante crecimiento.
El Acuerdo General sobre el Comercio de Servicios recoge los principios que rigen la apertura de los mercados para los servicios, así como los compromisos de los Estados para abrir a la competencia exterior estos sectores.

### Propiedad Intelectual
La protección de las marcas, las patentes, los derechos de autor y en general las distintas formas de propiedad intelectual, constituye un factor fundamental para favorecer el comercio internacional. El acuerdo sobre propiedad intelectual, establece normas que regulan el comercio y la inversión en este campo.

### Solución de Diferencias
Los países cuando consideran que se han infringido las normas o compromisos adquiridos en los tratados someten sus diferencias a la OMC. Este procedimiento de solución de diferencias es vital para resolver desacuerdos y garantizar el cumplimiento de las normas y el comercio.
En una primera fase se intenta que los países solucionen de mutuo acuerdo sus diferencias. Cuando las partes no alcanzan un acuerdo comienza un procedimiento, con varias fases, para la solución de diferencias. El procedimiento incluye la posibilidad que un grupo de expertos adopte una resolución sobre la disputa. Así mismo se contempla los posibles recursos contra las resoluciones.

### Examen de políticas comerciales
La Organización Mundial de Comercio realiza periódicamente un análisis sobre las políticas comerciales de los distintos Estados miembros. El objetivo de estos estudios es impulsar la transparencia, facilitar el conocimiento de las políticas adoptadas por los diferentes países y analizar su impacto.
En los últimos años se observa claramente un importante crecimiento del comercio internacional. Este crecimiento ha sido incluso superior al incremento en la producción de los países. Por tanto, cada vez una mayor parte de la producción de numerosos países se comercializa internacionalmente. Existiendo una mayor apertura e interconexión entre las diferentes economías nacionales.
Existen una serie de factores que explican este crecimiento del comercio internacional:
A) La importante disminución de las barreras aduaneras. Se han suprimido numerosos contingentes que establecían las cantidades máximas que se podían exportar a un país. Igualmente han disminuido de forma significativa en las últimas décadas los aranceles o impuestos aduaneros a las mercancías.
B) Disminución de las barreras técnicas. Las especificaciones técnicas, homologaciones y barreras fitosanitarias que constituyen un obstáculo al libre comercio.
C) Mejora y abaratamiento de los transportes. Las mejoras técnicas y de organización de los sistemas de transportes así como los menores costes relativos favorecen el comercio.
D) La conocida y espectacular mejora de las Telecomunicaciones así como la drástica reducción de costes facilitan los negocios internacionales.
E) La mayor facilidad para realizar movimientos financieros es otro factor que contribuye de manera decisiva al comercio internacional. La mejora, facilidad y rápida expansión de las finanzas internacionales.
F) El incremento de la seguridad legal en numerosos países, con una más decidida protección de la propiedad, de las marcas y derechos de autor.
G) La homogeneización de los gustos y costumbres de los consumidores facilitan en gran medida las exportaciones de productos estandarizados.
H) El incremento en la estabilidad política y económica es un factor fundamental que favorece el comercio.
I) La difusión de una cultura empresarial que favorece la internacionalización así como la mejor formación de los ejecutivos impulsan y facilitan los negocios internacionales.
J) El decidido apoyo de numerosos países a las inversiones extranjeras, y la búsqueda de nuevos mercados y ventajas en recursos han impulsado las inversiones internacionales.
K) El fomento de las exportaciones como factor que favorece el desarrollo, por parte de numerosos países.

## Selección de mercados
Una de las características distintivas del marketing internacional es la necesidad de seleccionar los países en los que introducir nuestra oferta comercial. Una adecuada selección de los mercados, en los que venderemos nuestros productos, es uno de los aspectos más significativos para el éxito del marketing internacional.
La selección de los mercados requiere un análisis D.A.F.O que detecte las Debilidades y Fuerzas de la propia empresa y las Amenazas y Oportunidades del mercado. Se trata de realizar un análisis interno de la propia empresa y un análisis externo de las características del entorno.
- El análisis interno, de las Fuerzas y Debilidades de la propia empresa, supone estudiar los objetivos de la empresa, así como sus recursos y capacidades. En este estudio se trata de detectar que componentes de la empresa son más competitivos y suponen una ventaja. Igualmente se estudian los puntos débiles, las carencias de la empresa, las áreas o recursos en los que somos menos competitivos. De especial importancia es analizar como se adaptan los objetivos, recursos y capacidades de la empresa al mercado.
- El análisis externo trata de detectar las Oportunidades del mercado. Igualmente estudiamos que tendencias suponen Amenazas por perjudicar nuestra posición en el mercado. Por ejemplo si nuestra empresa vende productos infantiles, la baja natalidad española es una amenaza para el negocio, lo mismo si nos dedicamos a la enseñanza infantil o de jóvenes. En este análisis externo nos interesa especialmente estudiar la fuerza y estrategias de los competidores en cada mercado, así como la estructura del mercado. Otro aspecto fundamental del estudio será la demanda del mercado y su previsible evolución futura. El potencial de crecimiento de los mercados es un factor clave en las inversiones internacionales.

### Aspectos a analizar
El análisis y selección de mercados requiere el estudio de numerosos aspectos tales como: el riesgo, los recursos y capacidades, la competencia, los precios y márgenes, el potencial del mercado, el entorno legal, económico y cultural.
- El riesgo. Una primera parte del análisis de los mercados internacionales trata de estimar el riesgo que representa para nuestra empresa vender o realizar inversiones en distintos países. Se trata por tanto de precisar el riesgo asociado a las inversiones o actividades que realizamos en un mercado.

Podemos diferenciar varios tipos de riesgo
- Riesgo País. Con el término riesgo país normalmente se designa la evaluación conjunta sobre los peligros que un determinado país presenta para los negocios internacionales. Actualmente algunas empresas utilizan como indicador de riesgo país el diferencial entre la rentabilidad de los bonos de un país y los bonos o letras del tesoro de los Estados Unidos.

Riesgo Político. Denominamos riesgo político al riesgo asociado a las actuaciones de los Organismos Gubernamentales de un país que afectan negativamente a nuestra empresa. Los cambios en las normas, los cambios en la aplicación de las mismas, las actuaciones de las Administraciones públicas que resultan perjudiciales para nuestro negocio.
El Riesgo Económico. Denominamos riesgo económico al riesgo asociado a las variaciones en el ciclo económico de un cierto país. El peligro que supone un cambio económico desfavorable de la economía, así como el impacto de problemas sociales.
Riesgo de tipo de cambio. Si la empresa tiene deudas o debe cobrar en el futuro y esos compromisos financieros están en otra moneda, la empresa se puede encontrar expuesta a sufrir pérdidas ocasionadas por la variación en el tipo de cambio.
Cobertura del riesgo de tipo de cambio. La cobertura del riesgo asociado al tipo de cambio se realiza fundamentalmente mediante operaciones internas y externas de cobertura.
- - Operaciones internas de cobertura. Las operaciones internas de cobertura consisten en realizar operaciones que disminuyan el riesgo asociado a las variaciones en la cotización de las monedas. Una transacción en una divisa que supone un riesgo de tipo de cambio puede ser anulado mediante la realización de una transacción de signo contrario. Por ejemplo si he vendido a un cliente extranjero y me pagará dentro de 1 año 100.000 dólares, mientras que mi empresa opera en Euros, la variación en la cotización del dólar frente al euro dentro de un año supone un riesgo. Si pido un crédito en dólares por la misma cantidad y para devolver en el mismo plazo el riesgo del crédito es de signo contrario al anterior por lo que se anulan.
  - Operaciones de cobertura externa. Para cubrirnos podemos emplear opciones y futuros. Al comprar una opción tenemos el derecho, no la obligación, de comprar un acierta cantidad de divisas a un precio dado en un momento del futuro. Pagando una cierta cantidad por el derecho de compra, podemos ejercer el derecho de compra en el futuro o perder la cantidad dada como prima. Por ejemplo, si la multinacional Nestlé quiere garantizarse un precio de 50 dólares el saco de café dentro de un año, compra una opción sobre café para dentro de un año. Si dentro de un año el saco cotiza a 70 dólares, ejercita la opción de comprarlo a 50, si cotiza a 40 puede desistir de utilizar la opción y comprar a 40 el saco en el mercado al contado. Igualmente podemos utilizar futuros para cubrir el riesgo de tipo de cambio. Mediante los contratos de futuro nos obligamos a comprar a un cierto precio en el futuro. Comprando un futuro sobre café nos comprometemos a comprar café a un cierto precio en el futuro.

- Recursos y capacidades de la propia empresa. Analizamos si la empresa dispone de los recursos y capacidades necesarios para acceder a cierto mercado. Por tanto, se trata de preguntarnos si disponemos de los recursos financieros, humanos, productivos y los conocimientos y tecnología para competir con éxito en un cierto mercado. Por ejemplo, el presidente de Acerinox explicaba que la empresa adquirió una fábrica en Sudáfrica y que sus directivos y técnicos estaban ocupados en la gestión y modernización de la factoría, por lo que no se planteaban a corto plazo entrar en el mercado asiático.
- Competencia. El nivel de competencia en cada mercado es un aspecto esencial en la selección de mercados internacionales. Numerosas empresas prefieren comercializar sus productos en mercados donde la competencia no es intensa. Sin embargo, muchos casos contradicen la idea de seleccionar los mercados con una competencia débil. Existen varios motivos por los que las empresas están seleccionando mercados de rivalidad intensa para comercializando sus productos:
  - Un primer motivo importante es competir en los mercados más competitivos para aprender con los mejores. Del mismo modo que los jugadores de tenis buscan jugar contra contrincantes fuertes para mejorar su juego, las empresas internacionales están entrando en los mercados en los que están los competidores más agresivos para aprender de ellos.
  - En muchas ocasiones los mercados con mayor demanda y más atractivos son los más competitivos.

- Precios y márgenes. Dependiendo de la estructura competitiva y las características de cada mercado los productos similares a los de nuestra empresa se venden a un cierto precio. Por ejemplo, cuando la empresa Inditex propietaria de Zara analiza un mercado un factor fundamental es el precio de comercialización de los competidores.
- Potencial del mercado. Analizamos el tamaño del mercado actual y su previsible evolución en el futuro. El nivel de penetración del producto y el potencial que representa antes de alcanzar un nivel de saturación y la madurez del mercado. Por ejemplo analizamos el número de teléfonos móviles que existen en un mercado y el porcentaje de la población que actualmente lo posee. Estudiamos la previsible evolución de las tasas de penetración y la evolución del mercado. Para ello analizamos la demografía del país, la evolución de la economía, la renta de los diferentes grupos poblacionales y los patrones de compra.
- Entorno Legal

Analizamos los costes asociados al pago de aranceles en aduanas. Los aranceles suelen ser una cantidad variable sobre el valor de la mercancía. Menos frecuentes son los aranceles fijos que exigen pagar una cantidad constante por producto y los aranceles mixtos exigen el pago de una parte fija y una variable.
En ocasiones los estados establecen una cantidad máxima de un cierto producto que se puede importar o exportar y son los denominados contingentes.
De especial importancia son las normativas técnicas que afectan a los productos y suponen barreras al comercio. La entrada de numerosos producto está sujeta a cumplir todo un amplio conjunto de normas técnicas y de seguridad que varían de un país a otro. Igualmente las normas de protección fitosanitarias que tratan de impedir la expansión de enfermedades en plantas, animales o personas. Por ejemplo las exportaciones de jamón serrano Español a los Estados Unidos estaban prohibidas por la peste porcina, en la actualidad algunos mataderos están certificados para poder exportar.
La legislación tributaria y la legislación sobre inversiones son aspectos sustanciales que deben estudiarse de forma detallada. Numerosos permisos y trámites administrativos son necesarios cuando se realizan actividades comerciales internacionales.
- Entorno Cultural

En los últimos años han disminuido las barreras aduaneras, lo que da mayor importancia a las diferencias y barreras culturales. Las diferencias culturales pueden no percibirse en un análisis superficial de un país. Se hace preciso un estudio profundo y una comprensión precisa de las particularidades culturales.
El idioma. Un aspecto esencial en el análisis del mercado y la posterior adaptación del producto y del marketing. Es preciso no sólo realizar una traducción del sentido literal de las palabras sino más bien analizar el sentido real, lo que comunican las palabras, los sentimientos y emociones asociados a la comunicación. La falta de análisis y adaptación inadecuada ha ocasionado importantes problemas y fracasos por utilizar palabras o expresiones incorrectas.
Las creencias y valores. Un aspecto sustancial para el éxito del marketing en cada país es una comprensión profunda de las creencias y valores. Por ejemplo ciertos anuncios que triunfan en un país son un absoluto fracaso en otros porque no conectan con los valores imperantes en ese mercado. Los anuncios comparativos muy agresivos y competitivos donde se mencionan a los competidores no son adecuados para todos los mercados.
Estética. Los colores tienen distintos significados en diferentes culturas. Será preciso analizar el significado y los sentimientos asociados a los diferentes colores. Además el consumidor tiene en su mente unos códigos de colores diferentes dependiendo de las distintas categorías de productos. Por ejemplo tendrá unos ciertos códigos de colores para los diferentes tipos de leche. Otro aspecto especialmente relevante es el diseño y por tanto el aspecto de los productos. Por ejemplo al consumidor Español le gustan los coches con un cuadro de mando vistoso y con muchas luces

## Estrategia de marketing internacional
Estrategia de estandarización y estrategia de adaptación
Un grupo de decisiones típicas del marketing internacional son las relacionadas con la adaptación o estandarización del producto, el envase y el marketing de la empresa. Es difícil encontrar ejemplo de empresas que sigan una estrategia de estandarización al cien por cien. Incluso los ejemplos típicos de Coca Cola y McDonals podemos comprobar que son empresas que realizan adaptaciones a los mercados locales. La gama de productos, los envases e incluso el sabor de Coca Cola varía de un mercado a otro. En el caso de McDonals que es una empresa muy estandarizada, sin embargo los productos que ofrece varían en algunos mercados y por ejemplo no ofrece carne de vaca o de cerdo. Existen toda una serie de factores que favorecen la estrategia de estandarización o adaptación.

### Factores que favorecen la estandarización
- Las economías de escala.

Dependiendo de la tecnología que está disponible para cada sector existen unas ciertas economías de escala. Entre ciertos márgenes al aumentar la cantidad producida disminuye el coste por unidad fabricada. Por ejemplo, fabricar acero con un coste bajo requiere una siderurgia de cierto tamaño y producir muchas miles de toneladas al año. Las nuevas tecnologías que emplea hornos eléctricos y producción en continuo permite producir a bajo coste en instalaciones más pequeñas pero sigue existiendo un tamaño óptimo. Al tener que fabricar en grandes cantidades para fabricar barato, en numerosos casos esa gran oferta requiere de un mercado internacional con una gran demanda para colocar la producción.
Por ejemplo la fabricación de automóviles con bajo coste, requiere de factorías que producen 200 o 300 mil vehículos al año, como la factoría de Opel en Zaragoza. Incluso el mercado Español de un millón y medio de automóviles al año no es suficiente para vender los 300 mil automóviles de unos pocos modelos que produce Opel en Zaragoza, por lo que se requiere el mercado Europeo para vender toda la producción.
- La homogeneización de los gustos de los consumidores.

Al igualarse los gustos de los consumidores y sus comportamientos de compra se facilita la fabricación y venta de los mismos productos en múltiples países.
- La convergencia de las legislaciones.

En los últimos años se ha producido una importante liberalización y armonización de los mercados en numerosos países. Igualmente es destacable el mejor tratamiento legal para los productos y las inversiones internacionales.
- Los procesos de integración económicas.

Los procesos de integración económica favorecen el comercio internacional entre los países miembros al eliminar barreras aduaneras, restricciones al libre comercio y favorecer el intercambio de bienes y servicios.

### Factores que favorecen la adaptación.
- Diferencias legales.

Las diferentes normas relacionadas con los productos, los envases y los embalajes pueden obligar a realizar adaptaciones para poder vender en un mercado extranjero. Las normas técnicas que regulan las características de los productos, la necesidad de homologación y en general todas las disposiciones legales que afectan al producto y a las actividades de comercialización fuerzan la adaptación.
- Diferencias en los comportamientos de los consumidores.

Las diferencias en los gustos y las diferencias en el comportamiento de compra impulsan la adaptación. Igualmente las diferencias en los usos de los productos, en cómo y en qué momento se utiliza favorecen la adaptación.
- Tecnologías de producción flexibles.

La posibilidad de fabricar en pequeñas series a bajo coste gracias a las tecnologías de fabricación flexible es un elemento que facilita la adaptación. Igualmente los cambios en la tecnología que disminuyen las economías de escala, permiten fabricar series más cortas sin perder competitividad.
- Diferencias culturales.

A medida que disminuyen las barreras aduaneras y se facilitan las comunicaciones, adquiere más importancia las diferencias culturales como barreras u obstáculos para la comercialización de productos. Las diferencias en el idioma, en la estética, en las costumbres, creencias y valores son aspectos fundamentales que deben considerarse en la comercialización internacional y que pueden forzar la adaptación del producto al mercado extranjero.

Estrategias de Marketing, basadas en la mezcla de mercadotecnia o las 4 P¨s
Es importante mencionar que las estrategias de mercadotecnia son acciones que se realizan en función de los elementos: precio, producto, plaza y promoción para encaminar a los negocios con relativa permanencia, hacia el éxito y su desarrollo. 
Estrategias de Producto Es una de las más importantes dentro de la mercadotecnia, ya que los productos fracasarían si no satisfacen los deseos, necesidades y expectativas de los consumidores, por lo tanto es de suma importancia conocer dichas variables  
Como lo mencionan Howard Schultz y Andy Serwer en sus artículos, Starbucks es una empresa que ha crecido de diferentes maneras gracias a las distintas estrategias de mercadotecnia que a lo largo del tiempo ha adoptado. Cuando el director general de Starbucks detectó un nicho para servir café gourmet directamente a los consumidores, esta se convirtió en su “estrategia de penetración de mercado”, lo que consiguió que la empresa alcanzara un elevado nivel de lealtad por parte de sus clientes. Una vez que se posicionó en la mente de los consumidores, se consolidó en miles de ciudades del planeta, Starbucks se propuso aumentar el número de compras de sus clientes mediante una “estrategia de desarrollo de productos”, lo que llevó a desarrollar una nueva gama de productosd para vender en sus establecimientos. Por último, Starbucks se ha lanzado a la “diversificación” colocando en los estantes de los supermercados sus botellas de Frappuccino y la marca de helado de Starbucks. 
Estrategias de Precio Si una organización quiere proporcionar una mezcla de marketing satisfactoria, el precio debe ser aceptable para los miembros del mercado objetivo. Las decisiones sobre fijación de precios pueden tener varios efectos sobre otras partes de la mezcla de marketing, esdecir sobre la imagen del producto, su distribución y su promoción y publicidad. El precio de un producto puede influir en la manera como los clientes lo perciben. 
```
Kotler y Keller en su libro Dirección de Marketing, mencionan que el precio es el único elemento de la mezcla de marketing que genera ingresos; todos los demás generan costos. El precio es el elemento del programa de marketing más fácil de ajustar puesto que modificar las características del producto, los canales de distribución e incluso la promoción lleva más tiempo. El precio también comunica al mercado el posicionamiento de valor que busca la empresa para su artículo o su marca. Un producto bien diseñado y comercializado justifica un precio más alto y reporta más utilidades; tal es el caso de la compañía Whirlpool y su producto Duet, una combinación de lavadora y secadora.Como es evidente, las decisiones sobre precios son complejas y laboriosas. 
```

Los mercadólogos deben tener en cuenta muchos factores a la hora de tomar decisiones respecto al precio: la empresa, los clientes, la competencia y el entorno de marketing. Las estrategias de precios deben ser consistentes con la estrategia de marketing de la empresa, con su mercado meta y con el posicionamiento de sus marcas. 
Estrategias de Plaza También conocida como distribución, incluye todas aquellas actividades de la empresa que ponen el producto a disposición del mercado meta.  
Ferrell y Hartline en su libro Estrategias de Marketing, mencionan a la marca Downy (suavizante de telas) como aquella que tiene presencia en la mayoría de los canales de distribución, con prioridad en tiendas de autoservicio y clubes de precios, aunque también se puede encontrar en tiendas de conveniencia, tiendas tradicionales y farmacias. Esto gracias a la experiencia de muchos años de Procter & Gamble (P&G) en productos de consumo popular y a tener bien identificados sus canales de distribución. 
Estrategias de Promoción Estas estrategias son utilizadas para ganar mercado dentro del público consumidor y obteniendo un volumen mayor de ventas. Existen dos grupos de estrategias promocionales según los tipos de público hacia el cual van dirigidos; estrategias para consumidores como premios, cupones, reducción de precios y ofertas, muestras y concursos y sorteos. Estrategias para los comerciantes y distribuidores como exhibidores, vitrinas y demostradores, en este punto también se incluye la publicidad en todos sus tipos. 
En la mercadotecnia moderna no basta con desarrollar un buen producto, darle un precio atractivo y lanzarlo al mercado, las empresas también deben comunicarse con los grupos reales y potenciales, además de hacerlo con el público en general. Las estrategias de promoción son el medio por el cual una empresa intenta informar, convencer y recordar, directa o indirectamente, sus productos y marcas al gran público, para lo cual se apoyan en distintas herramientas tales como: la publicidad, la promoción de ventas, las relaciones públicas, las ventas personales y la mercadotecnia directa. 

## Empresa internacional

### Ventajas de la internacionalización para la empresa.
- Ventajas en costes.

Aprovisionamientos. Aprovechar las ventajas del marketing internacional no supone solamente vender en los mercados internacionales sino también especialmente obtener recursos en mejores condiciones en los mercados internacionales. Un caso típico es la compra de componentes o productos con un bajo coste. De todas formas es preciso ampliar la mentalidad que considera los mercados internacionales simplemente como una opción de aprovisionamiento barato puesto que el mercado internacional puede ser especialmente interesante para proporcionarnos acceso a productos de calidad, nuevos productos, productos que incorporan nuevas tecnologías y en general productos avanzados.
No sólo el aprovisionamiento de piezas y componentes puede ser un factor importante para la internacionalización de las empresas. Los diferentes suministros como la electricidad puede ser un aspecto vital en la competitividad de la empresa. Por ejemplo para la multinacional española del acero inoxidable Acerinox, una parte muy importante de su coste es la energía eléctrica. La nueva factoría de Sudáfrica cuenta con la ventaja competitiva de un aprovisionamiento cercano y barato de Níquel y un suministro de energía eléctrica de bajo coste.
- Recursos humanos.

Un motivo típico para la instalación en otro país es buscar menores costes de personal. Los bajos salarios es un motivo fundamental para la localización de factorías en ciertos países. Este fenómeno se percibe claramente en los sectores intensivos en mano de obra. Numerosas empresas españolas del sector del calzado y textil han instalado centros de producción en Marruecos para aprovechar los menores coste salariales.
Costes de Producción. La disminución de costes por economías de escala, economías de alcance o mediante la Curva de Aprendizaje, requieren producir grandes cantidades. El conseguir esas economías puede requerir un amplio mercado internacional para su venta.
Conseguir el óptimo de producción es otro factor que impulsa el comercio internacional. Por ejemplo si una refinería su producción óptima es un 80 % de gasoil y un 20% de gasolina pero el mercado nacional demanda muy poco gasoil, el mantener la refinería trabajando en el óptimo de producción puede requerir exportar parte de la producción.
Dependiendo del sector y la tecnología existirá un cierto tamaño óptimo para las fábricas. Ese tamaño óptimo facilita el menor coste unitario del producto. En muchos sectores el tamaño óptimo de las fábricas genera una gran producción que no puede ser absorbida por el mercado doméstico, lo que impulsa la internacionalización.
Financieros. La posibilidad de obtener recursos financieros a menor coste, así como el acceso a fuentes financieras no disponibles en el mercado doméstico. La posibilidad de diversificar las fuentes financieras se facilita en los mercados internacionales. Por ejemplo, varias empresas españolas de nuevas tecnologías no podían por cuestiones legales emitir acciones en el mercado de Continuo Español, de forma que sus acciones comenzaron a cotizar en el mercado de los Estados Unidos.
Fiscales. La empresa que cuenta con varias filiales puede aprovechar mediante la planificación fiscal internacional, las mejores condiciones fiscales de cada país. Permite beneficiarse de los mejores incentivos y subvenciones de cada país. Y dentro de unos márgenes es posible utiliza los precios de transferencias de productos entre las filiales para disminuir el pago total de impuestos. La instalación en países de baja fiscalidad disminuye el coste fiscal total de la empresa. Por tanto mediante la planificación fiscal global es posible conseguir un menor coste fiscal para toda la organización en su conjunto.

## Ventas
Uno de los motivos para acceder a los mercados internacionales más frecuentes es el crecimiento de las ventas. La posibilidad de acceder a mercados más amplios y especialmente a mercados con alto potencial de crecimiento impulsa la internacionalización de las empresas
El vender el producto en mercados exteriores considerados exigentes o expertos puede contribuir a mejorar la imagen del producto en el mercado nacional.
Otro factor que constituye una ventaja para las empresas internacionales es el acceder a mercados con una estructura competitiva del sector que permite una mejor rentabilidad del producto. Los mercados con sistemas de distribución o con una menor competencia que posibilitan mejores márgenes, son especialmente atractivos.
Por otro lado, el comercializar el producto en varios mercados internacionales puede permitir repartir los costes de marketing entre varias filiales. Por ejemplo si realizamos un anuncio que es utilizado en varios países el coste puede ser repartido entre las filiales.
La mercadotecnia internacional en ventas se enfoca en adaptar estrategias comerciales a mercados globales, considerando factores como diferencias culturales, preferencias del consumidor, normativas locales y condiciones económicas. Su objetivo es maximizar las oportunidades de venta y expansión en diversos países mediante la segmentación de mercados, el posicionamiento de productos o servicios y la implementación de tácticas promocionales que resuenen con audiencias específicas. Involucra el análisis de la competencia global, la identificación de nichos de mercado y la creación de alianzas estratégicas para optimizar la distribución y penetración de marca en diferentes regiones del mundo. 

## Tecnología, conocimientos y recursos de calidad
La presencia en los mercados internacionales no siempre se encuentra guiada por el factor coste. Algunas empresas van a vender o comprar a los mercados más exigentes. En este caso la motivación fundamental puede no ser la rentabilidad sino la adquisición de conocimientos.
Los mercados avanzados y con gran demanda pueden ser interesantes incluso cuando son muy competitivos y los costes de los recursos son elevados.
Por tanto, a las empresas que están estableciendo centros de diseño en California o centros de Investigación y Desarrollo en Silicon Valley normalmente les guían las ventajas del acceso a la última tecnología, a las empresas y profesionales con mejores conocimientos dentro de una organización.